# Редгрейв, Корин
Корин Уильям Редгрейв (англ. Corin Redgrave; 16 июля 1939 — 6 апреля 2010) — британский актёр и политический активист.

## Молодость
Редгрейв родился в районе Марилебон, Лондон, в семье актёров Майкла Редгрейва и Рэйчел Кемпсон. Окончил Королевский колледж в Кембриджском университете.

## Карьера
Редгрейв играл широкий диапазон ролей в театре, кино и на телевидении. Он выиграл почётную театральную награду «Laurence Olivier Awards» за роль Босса Уэлена в пьесе Теннесси Уильямса «Не о соловьях». Он позже повторил эту роль на Бродвее, где за неё получил номинацию на премию «Тони». Он также исполнял роли в таких известных произведениях Шекспира как «Много шума из ничего», «Генрих IV, часть 1» и «Буря». Редгрейв также получил одобрение публики и критики за свои работы в пьесах Ноэля Кауарда, особенно за роль в спектакле «Песня сумерек», где он сыграл вместе со своей сестрой Ванессой Редгрейв и со своей второй женой Кикой Маркхам.
На киноэкране он известен ролями в таких фильмах как «Человек на все времена», «Экскалибур» и «Четыре свадьбы и одни похороны».
Также он написал пьесу «Прямо говоря», которая впервые была показана на Чичестерском театральном фестивале.

## Политическая деятельность
Всю свою жизнь Редгрейв был активистом левых политических движений. Вместе со своей старшей сестрой Ванессой он был последователем Льва Троцкого и сторонником Джерри Хили, видным членом политической организации троцкистского толка «The Club», затем — Рабочей революционной партии (с 1973), Марксистской партии (с 1987) и Партии мира и прогресса (с 2004). 
Он и его жена Кика Маркхам, а также его сестра Ванесса, выступали в поддержку организации Viva Palestina, занимающейся доставкой гуманитарных грузов в Сектор Газа. Он также занимался защитой интересов цыган.

## Семья
Корин Редгрейв представляет третье поколение театральной династии, охватывающей четыре поколения.
- Его дедушкой и бабушкой по отцовской линии были Рой Редгрейв и Маргарет Скудамор.
- Его родителями являются Сэр Майкл Редгрейв и Рэйчел Кемпсон.
- У него было две сестры: Ванесса и Линн Редгрейв. Через Ванессу он является дядей Наташи и Джоэли Ричардсон, а также её сына Карло Габриэля Неро.
- Его первой женой была Дейдр Хэмилтон-Хилл (1943—1997). Она родила ему дочь, Джемму Редгрейв, и сына Люка, который работает оператором на съёмочных площадках. Корин Редгейв развёлся с ней в 1975 году[8].
- Его второй женой была Кика Маркхам. Они поженились в Лондоне в 1985 году[9] и жили вместе, пока он не умер. У них родилось двое сыновей: Харви (р. 1979) и Арден (р. 1983).
- Его первая супруга скончалась от рака в 1997 году, а сестра Линн Редгрейв пережила его на месяц и также скончалась от рака 2 мая 2010 года.

## Проблемы со здоровьем и смерть
В 2000 году у Редгрейва был диагностирован рак простаты. В июне 2005 его семья заявила о том, что он находится в «критическом, но стабильном» состоянии после инфаркта, который он пережил, когда находился на встрече со зрителями в Басилдоне, графство Эссекс.
В марте 2009 года Редгрейв вернулся на лондонскую сцену в заглавной роли в спектакле «Трамбо», посвящённом жизни известного голливудского сценариста Далтона Трамбо, обвинённого в своё время в связи с коммунистами и включённого в Чёрный список Голливуда. Он посвятил этот спектакль памяти своей племянницы Наташи Ричардсон, которая умерла в начале той же недели после несчастного случая на горнолыжном курорте.
Корин Редгрейв скончался 6 апреля 2010 года в Лондоне, в госпитале Св. Георгия. Его похороны прошли 12 апреля в церкви Св. Павла, Ковент-Гарден, Лондон.

## Фильмография
| Год       |   | Русское название               | Оригинальное название       | Роль                     |
| --------- | - | ------------------------------ | --------------------------- | ------------------------ |
| 1966      | ф | Человек на все времена         | A Man for All Seasons       | Уильям Роупер            |
| 1966      | ф | Дело самоубийцы                | The Deadly Affair           | Дэвид                    |
| 1968      | ф | Не промахнись, Ассунта!        | La ragazza con la pistola   | самоубийца               |
| 1968—1969 | с | Незнакомка из Уайлдфелл-Холла  | The Tenant of Wildfell Hall | Артур Хантингдон-старший |
| 1969      | ф | О, что за чудесная война       | Oh! What a Lovely War       | Берти Смит               |
| 1971      | ф | Когда пробьёт восемь склянок   | When Eight Bells Toll       | Hunslett                 |
| 1981      | ф | Экскалибур                     | Excalibur                   | Корнуолл                 |
| 1993      | ф | Во имя отца                    | In the Name of the Father   | инспектор Роберт Диксон  |
| 1994      | ф | Четыре свадьбы и одни похороны | Four Weddings and a Funeral | Хэмиш                    |
| 1995      | ф | Доводы рассудка                | Persuasion                  | сэр Уолтер Эллиот        |
| 1997      | ф | Женщина в белом                | The Woman in White          | доктор Кидсон            |
| 2001      | ф | Энигма                         | Enigma                      | Адмирал Троубридж        |
| 2003      | ф | Убить короля                   | To Kill a King              | Хорас Вер                |
| 2004      | ф | Испытание любовью              | Enduring love               | профессор                |
| 2002      | с | Сага о Форсайтах               | The Forsyte Saga            | Старый Джолион Форсайт   |
| 2009      | ф | 1939                           | Glorious 39                 | Оливер Пейдж             |